# سانت خوليا ديل يور إي بونماتي
بلدية سانت جوليا ديل ليور إي بونماتي (بالكاتالانية: Sant Julià del Llor i Bonmatí) هي بلدية تقع في مقاطعة جرندة التابعة لمنطقة كتالونيا شمال شرق إسبانيا.

## الديموغرافيا
بلغ عدد سكان بلدية سانت خوليا ديل يور إي بونماتي 1.271 نسمة عام 2011 (وفقاً للمعهد الوطني الإسباني للإحصاء).
| 914 | 938 | 965 | 1.007 | 1.194 | 1.276 | 1.271 |